# 富田耕生
富田耕生（日语：／ Tomita Kōsei，1936年2月4日—2020年9月27日），本名富田耕吉（日语：／ Tomita Kōkichi），是一名日本男性聲優。出生于日本东京府（现东京都），毕业于日本中央大学法学部政治学科。隶属于Production baobab事务所，2020年9月27日因中風在家中去世，享年84歲。
富田耕生于1973年为《哆啦A梦》的「哆啦A梦」角色配音，是该动画第一代配音员。共录26集后交棒给野泽雅子。

## 演出作品

### TV动画
- 《動畫紀錄片 決斷》
- 《一休和尚》
- 《铁人28号》（1963年版第1作）——大冢茂警察署长、敷岛博士（第1话）
- 《魔神Z》——地狱博士、努科、暗黑大将军（第92话）
- 《哆啦A梦》（1973年NTV版）——哆啦A梦（第一代）
- 《金剛戰神》——布拉奇队长（第1话）、甘达尔司令、牧叶团兵卫
- 《盖塔机器人》——早乙女博士、ジョーホー
- 《盖塔机器人G》——早乙女博士、ジョーホー
- 《超力電磁俠》——四谷博士
- 《宇宙大帝》——风见博士
- 《铁臂阿童木》（1963年版第1作、1980年版第2作）——裁判长、アンナの父、ドクターオズ（第2作第45话）
- 《银魂》——不动三藏
- 《百兽王》——戴‧巴扎尔大帝王、旁白
- 《100万年地球之旅 巴达传》——ボルボックス王ボルボ7世
- 《褞袍超人》——採取鬼
- 《名侦探柯南》——三上武男、绵贯义一、藤枝干雄、赤冢贤造、鈴木次郎吉（二代）
- 《名偵探福爾摩斯》——華生博士
- 《鲁邦三世》（1971年版第1作、1977年版第2作、1984年版第3作）——ハンマーの岩鉄、ジョージ滝川、オリベラ‧ネット、コナイゾー警部、ガーリック、陈怪、ニハロフ ほか、コンサノ
- 《六神合体》——大冢长官
- 《惑星ロボ ダンガードA》——大江户博士、タマガー
- 《俏皮小花仙》——圣诞树
- 《装甲骑兵》——ブールーズ‧ゴウト
- 《さすらいの太阳》——熊五郎
- 《宇宙战舰大和号》系列——ザバイバル、デーダー
- 《咯咯咯的鬼太郎》（1968年版第1作、1971年版第2作）——巴克貝亞德、一反木綿、子泣爺爺（代演）、予告旁白之一、チー、大天狗、あしまがり、呼子
- 《太阳の使者 鉄人28号》——大冢茂警部
- 《怪医黑杰克》——梅旭斋哲
- 《骷髅13》——英格玛‧佩坦森（第40话）
- 《東京地底奇兵》——爺爺（留美奈的爺爺）
- 《美味大挑戰》——唐山陶人
- 《海豹寶寶》——帽子爺爺
- 《魔术快斗1412》——铃木次郎吉
- 《名侦探柯南 章节''ONE'' 缩小的名侦探》——铃木次郎吉
- 《北海小英雄》——維京老大
- 《青年怪醫黑傑克》——伴俊作
- 《黑色推銷員》——泡手退三
- 《相聚一刻》——響子的父親
- 《即使如此世界依然美麗》——拉特克里夫元老

### OVA
- 《银河英雄传说》——亚历山大·比克古
- 《怪医黑杰克：四个生命奇迹》——梅旭斋哲
- 《装甲骑兵》系列——ブールーズ‧ゴウト
- 《特捜戦车队ドミニオン》——署长
- 《魔神凱撒》——地狱博士、努科
- 《真蓋特機器人V.S.Neo蓋特機器人》——早乙女博士
- 《骷髅13~女王蜂~》——戈登

### 網路動畫
- 《寶可夢世代》——冥王

### 剧场版动画
- 《魔神Z对恶魔人》——地狱博士、努科
- 《魔神Z对地狱博士》——地狱博士
- 《魔神Z对暗黑大将军》——努科、鸟类型战斗兽バーディアン
- 《大魔神对盖塔机器人》——早乙女博士、努科
- 《大魔神对盖塔机器人G：空中大激突！》——早乙女博士
- 《金剛戰神对大魔神》——甘达尔司令
- 《金剛戰神、盖塔机器人G、大魔神：决战！大海兽》——早乙女博士、努科
- 《魔神凱撒 死鬥！暗黑大將軍》——努科
- 《哆啦A梦之野比大雄在海底鬼岩城》——ポセイドン
- 《哆啦A梦之野比大雄的南海大冒险》——Dr.クロン
- 《武者‧骑士‧命令 SD高达紧急出击》——武者高达
- 《相聚一刻完结篇》——响子の父
- 《鲁邦三世Vs复制人》——警视总监
- 《骷髅13》（1983年剧场版）——鲍勃‧布尔干
- 《名侦探柯南 业火的向日葵》——铃木次郎吉

### 游戏
- 《咯咯咯的鬼太郎 异闻妖怪奇谭》——ぬりかべ
- 《咯咯咯的鬼太郎 危机一髪！妖怪列岛》——ぬりかべ
- 《超级机器人大战》系列——地狱博士、早乙女博士、四谷博士、地狱大元帅、风见博士、甘达尔司令

### 电影
- 《警察故事》——刑事课长骠叔（董骠）
- 《功夫熊猫》——龟仙师